# Marita Napier
Marita Napier (Johannesburg, Sud-àfrica, 16 de febrer de 1939 - Ciutat del Cap, Sud-àfrica, 10 d'abril de 2004) fou una de les grans cantants d'òpera sud-africanes del segle xx. Va cantar en els principals festivals d'òpera d'Europa, incloent-hi els de Bayreuth, Ais de Provença, Verona, Múnic, Viena i Florència, així com en els principals teatres d'òpera de món, com ara els d'Hamburg, Múnic, Berlín, Viena, La Scala de Milà, París, Covent Garden de Londres, Gran Teatre del Liceu de Barcelona, Teatro Colón de Buenos Aires, Òpera de San Francisco i el Metropolitan Opera de Nova York.

## Biografia[2]
Marita Jacobs (aquest era el seu cognom de naixement) va ser la tercera dels quatre fills d'una família de músics. El seu pare tocava el violí i la seva mare era cantant. Marita va començar els estudis de ballet als tres anys, amb la seva germana gran. Posteriorment va passar a les lliçons de piano i va estudiar música amb Olive Lieberitz. Tot i que no va cantava com a solista a l'escola, ella i la seva germana Ena de vegades cantaven en concursos regionals d'art. Va matricular-se a l'escola secundària D.F. Malan (la qual més tard canviar el nom a Crosby High School), al barri Crosby de Johannesburg. Després de l'escola, va entrar al Cor Neerlandia i va començar a actuar públicament com a solista. Va rebre lliçons de cant, primer de Margaret Roux i més tard de Stella Cavalli. Durant aquest temps, va sortir amb el músic Maartin Coetzee. Ell la va introduir en un món musical i la estimular a començar els seus estudis de cant amb Stella Cavalli.
Després d'assistir a un concert d'un cantant, va quedar tan impressionada de la seva tècnica que va decidir investigar qui era el professor d'aquest cantant. trobant que era Theo Lindenbaum de Detmold, una ciutat de l'estat alemany de Renania del Nord Westfalia. Després d'escoltar-la, Lindebaum la va acceptar immediatament com a alumne. Tanmateix, Marita va passar dos anys treballant en una oficina mentre estalviava prou diners i, finalment, va poder anar a Alemanya amb una beca del Fons Fiduciari Ernest Oppenheimer. Deon Knobel va escriure en la publicació Die Burger, el 23 d'abril de 2004: "Marita em va dir que es va adonar de que amb Lindenbaum havia trobat la seva veritable vocació després d'algunes setmanes".
Abans de marxar a Alemanya, va actuar amb un quartet vocal, que va participar en nombroses actuacions corals d'obres de Bach i Händel. Sembla que, pel fet que dos membres més del quartet es deien Jacobs de cognom, Marita va decidir canviar-se el cognom artístic a Napier, el nom d'un dels seus avantpassats. La seva germana Ena va dir que Marita va comprovar tota la informació disponible sobre els cantants internacionals per assegurar-se que no cantava sota un nom que pogués prestar-se a cap mena de confusió.
Quan va marxar de Sud-àfrica el 1966, es va fixar un objectiu de dos anys com a termini per a obtenir alguna seu reconeixement com a cantant d'òpera. En cas de no aconseguir-ho tornaria a Sud-àfrica per formar-se com a fisioterapeuta. La seva primera gran oportunitat va ser quan va cantar el Carmina Burana de Carl Orff a Dijon, França. Va rebre després una invitació per participar en la Jeunesse Musicale de France al Castell de Weikersheim, un festival on als joves cantants se'ls ofereix la possibilitat de mostrar el seu talent. En aquest festival va cantar el Rèquiem de Verdi juntament amb un talentós jove tenor Edward Sooter, temps més tard un cantant de prestigi al Metropolitan Opera de Nova York. Poc després del seu èxit en aquest festival, va rebre una invitació per cantar amb Dietrich Fischer-Dieskau el magnífic Oratori de Nadal de Bach a Bielefeld. La seva exitosa actuació en aquest concert li vas suposar el signar un contracte amb el teatre de Bielefeld, rebutjant, a més, la signatura d'un altre contracte amb el teatre de Lübeck que li hauria suposat el cantar el paper de Marschallin (la mariscala) en totes les sessions de la producció d'aquest teatre de l'òpera Der Rosenkavalier de Richard Strauss. A Bielefeld, Marita va intpretar els papers de Venus a Tannhäuser de Wagner, Abigaile a Nabucco de Verdi, Brünnhilde a Die Walküre de Wagner, Agathe a Der Freischütz de Carl Maria von Weber, Amelia a Un ballo in maschera de Verdi, Lady Macbeth en Macbeth de Verdi i la Segona Dama a La flauta màgica de Mozart. Als assajos de La flauta màgica va conèixer al tenor líric Wolfram Assmann, que cantava el paper de Tamino, qui més tard esdevindria el seu marit.
La seva primera actuació als Estats Units d'Amèrica va ser la interpretació del paper de Sieglinde de Die Walküre a l'Òpera de San Francisco amb Jess Thomas com a Siegmund, amb molt bones crítiques. El director d'orquestra Seiji Ozawa li va demanar que interpretés la part de soprano de la Simfonia núm. 8 de Gustav Mahler (la Simfonia dels mils) dirigida per ell. Va aprendre en quatre dies la seva part de la partitura, i la crítica va ser és igual d'entusiasta. Ozawa va recomnar-la a Wolfgang Sawallisch per a interpretar Sieglinde en una actuació a La Scala de Milà.
Marita Napier va tornar a Sud-àfrica l'any 1976 per debutar al seu país com a Senta a Der fliegende Holländer de Wagner a Ciutat del Cap. Va cantar també al seu país el paper d'Isolde de Tristan und Isolde de Wagner i poc després en Bloemfontein el d'Abigaille de Nabucco. Per a la inauguració del Teatre Sand du Plessis, que és el Teatre Estatal de Pretòria, va actuar com a Turandot, de l'òpera homònima de Giacomo Puccini, i com a Santuzza en Cavalleria rusticana de Pietro Mascagni.
Fora del seu país, un altre actuació remarcable va ser la producció d'Elektra de Strauss a Múnic, on va interpretar el paper de Chrysothemis, amb Ursula Schroeder-Feinen (Elektra) i Astrid Varnay (Klytemnestra) i el gran director de Strauss, Karl Böhm. També un Lohengrin de Wagner a Viena, dirigit per Zubin Mehta, on va interpretar Elsa juntament amb Christa Ludwig (Ortrud), James King (Lohengrin) i Karl Ridderbusch (Heinrich). Finalment, no menys important va ser la seva actuació del seu primer Turandot a Stuttgart, on va haver de seguir els passos de dos grans predecessores, Anja Silja i Birgit Nilsson.
Marita va compartir escenari amb una llista molt impressionant de famosos cantants del món, com ara Birgit Nilsson, Theo Adam, Karl Ridderbusch, Christa Ludwig, James King, Peter Hoffmann, Plácido Domingo, Leonie Rysanek, Elizabeth Connell i Spas Wenkoff, entre d'altres. Va ser dirigida per tots els grans directors de la seva època, com ara Karl Böhm, Zubin Mehta, Seiji Ozawa, Wolfgang Sawallisch, Horst Stein, Erich Leinsdorf, Nello Santi, Marek Janowski, Pierre Boulez o Lorin Maazel.
Al Gran Teatre del Liceu de Barcelona va actuar en la temporada 1978-1979 (Der fliegende Holländer) i en la temporada 1979-1980 (Lohengrin).
En 1976 havia rebut un Premi Grammy per l'enregistrament de Die Walkure del Metropolitan Opera.
En retirar-se de l'escena internacional es va establir a Ciutat del Cap, on va oferir classes de cant i va cantar en produccions locals d'òpera. Va morir de càncer a la seva ciutat natal, on va ser enterrada a la Catedral de St George.

## Traducció
Aquest article ha estat traduït a partir de la versió en afrikaans del mateix article i de les biografies trobades en anglès.